# Àcid pentadecanoic
L'àcid pentadecanoic (anomenat també, de forma no sistemàtica, àcid pentadecílic) és un àcid carboxílic de cadena lineal amb quinze àtoms de carboni, la qual fórmula molecular és {\displaystyle {\ce {C15H30O2}}}. En bioquímica és considerat un àcid gras, i se simbolitza per C15:0
A temperatura ambient és un sòlid cristal·lí que fon a 52,3 °C. Bull a 257 °C a 100 mmHg. Pot presentar-se en dues estructures cristal·lines. Una pertany al grup espacial A2/a, és monoclínica, la seva cel·la unitat té les arestes de longituds: a = 9,7240 Å, b = 4,9515 Å i c = 84,0224 Å; i angles α = 90° β = 125,3038° i γ = 90°. L'altra és monoclínica i pertany al grup espacial C2/c, amb valors: a = 69,258 Å, b = 4,9556 Å i c = 9,7197 Å; i angles α = 90° β = 98,024° i γ = 90°.
L'àcid pentadecanoic no sol ser sintetitzat pels animals, però es troba en petites quantitats en els productes lactis. Constitueix un 1,05 % del greix de la llet i un 0,43 % del greix de carn dels remugants. S'ha identificat en el cafè, tant verd com torrat, en concentracions 0,38 ppm i 2,7 ppm, respectivament.